# Roverscouts
De roverscouts is een speltak binnen Scouting Nederland voor jongeren met een leeftijd van 18 tot 21 jaar.
De speltak heeft geen leiding of begeleiding, het maken van een programma is geheel aan de leden zelf voorbehouden. Leden van de roverscouts vormen samen een Stam. De stam kan nog wel een stamadviseur hebben, die dan vooral bedoeld is om gevraagd en ongevraagd advies te geven. Programma's zijn heel divers, en kunnen variëren van kamperen en een dropping tot sport en spel, het maken van een eigen film of het houden van een kroegentocht. Bij waterscouting  wordt vaak van loodsen gesproken die samen een Loodsenstam vormen. De rest van de roverscouts werd en wordt ook wel Pivo's genoemd. Het woord is een samentrekking van pionier(ster) - voortrekker. De speltak werd ook wel Jongerentak genoemd.
De uniformbloes is meestal brique (steenrood) behalve de loodsen die een blauwe uniformbloes hebben. Formeel is deze blouse verplicht, maar hij wordt niet in alle groepen gedragen. 